# 漢考克縣 (印第安納州)
漢考克縣（英語：Hancock County）是美國印地安納州中部的一個縣。面積794平方公里。根据美國2000年人口普查，共有人口55,391人。縣治格林菲爾德（Greenfield）。
成立於1828年3月1日。以《美國獨立宣言》首名簽署者約翰·漢考克命名。